# Quercus rehderi
Quercus rehderi là một loài thực vật có hoa trong họ Cử. Loài này được Trel. miêu tả khoa học lần đầu tiên năm 1917.